# James F. Lloyd

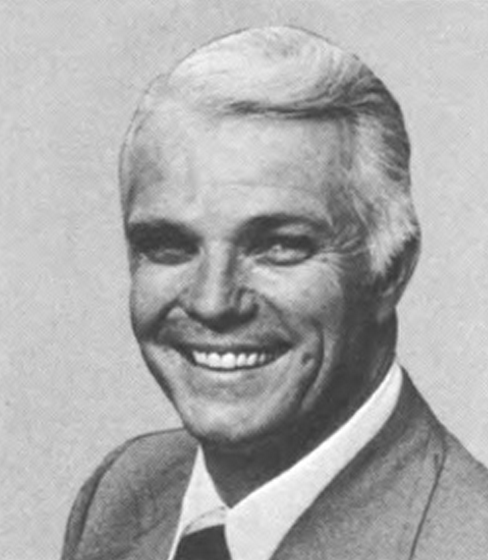
James F. Lloyd (1977)

James Frederick Lloyd (* 27. September 1922 in Helena, Montana; † 2. Februar 2012 in Pensacola, Florida) war ein US-amerikanischer Politiker. Zwischen 1975 und 1981 vertrat er den Bundesstaat Kalifornien im US-Repräsentantenhaus.

## Werdegang
James Lloyd besuchte die öffentlichen Schulen in den Staaten Washington, Kalifornien und Oregon. Zwischen 1940 und 1942 studierte er an der University of Oregon. Danach diente er während des Zweiten Weltkrieges in der US Navy als Marineflieger. Er blieb bis 1963 in der Marine. Während dieser Zeit studierte er im Jahr 1958 an der Stanford University sowie anschließend bis 1966 an der University of Southern California. In den folgenden Jahren arbeitete er unter anderem in der Werbung. Zwischen 1970 und 1973 lehrte er das Fach Politische Wissenschaften am Mt. San Antonio College in Walnut. Gleichzeitig schlug er als Mitglied der Demokratischen Partei eine politische Laufbahn ein. Von 1968 bis 1972 gehörte er dem kalifornischen Staatsvorstand seiner Partei an. Zwischen 1968 und 1975 war er Gemeinderat in West Covina, wo er in den Jahren 1973 und 1974 auch als Bürgermeister amtierte.
Bei den Kongresswahlen des Jahres 1974 wurde Lloyd im 35. Wahlbezirk von Kalifornien in das US-Repräsentantenhaus in Washington, D.C. gewählt, wo er am 3. Januar 1975 die Nachfolge von Glenn M. Anderson antrat. Nach zwei Wiederwahlen konnte er bis zum 3. Januar 1981 drei Legislaturperioden im Kongress absolvieren. Im Jahr 1980 unterlag er dem Republikaner David Dreier. Nach dem Ende seiner Zeit im US-Repräsentantenhaus ist James Lloyd politisch nicht mehr in Erscheinung getreten. Er starb am 2. Februar 2012 bei einem Autounfall, der Folge eines Schlaganfalls war, in Pensacola.